# كايل لابيني
كايل لابيني هو ممثل كندي، ولد في 7 أبريل 1983 في برامبتون في كندا.

## أعمال

### أفلام
- (2003) فريدي ضد جايسون[2]

### مسلسلات
- في

## وصلات خارجية
- كايل لابيني على موقع IMDb (الإنجليزية)
- كايل لابيني على موقع ألو سيني (الفرنسية)
- كايل لابيني على موقع أول موفي (الإنجليزية)
- كايل لابيني على موقع قاعدة بيانات الفيلم (الإنجليزية)
- كايل لابيني على موقع كينوبويسك (الروسية)